# رابطة تونس لكرة القدم
رابطة تونس لكرة القدم (بالفرنسية: Ligue de Tunisie de Football Association)‏ وتختصر LTFA هي منظمة كرة قدم تأسست سنة 1921 وهي فرع من الاتحاد الفرنسي لكرة القدم كانت تنظم مسابقتي بطولة تونس لكرة القدم و كأس تونس قبل الاستقلال.
تم حلها سنة 1956 وتم تأسيس الجامعة التونسية لكرة القدم.

## الرؤساء
- 1923–1927: برنارد سيبوت
- 1927–1928: بول جيز
- 1928–1929: جورج روش
- 1929–1933: مارسيل جرويت
- 1947–1948: بيتري بادوفا
- 1948–1949: الشاذلي زويتن
- 1949–1950: بيتري بادوفا
- 1950–1951: عبد المالك بن عاشور
- 1951–1952: بيتري بادوفا
- 1952–1956: عبد المالك بن عاشور

## اللجان
تتكون اللجان الأولى بشكل شبه حصري من غير التونسيين. أول تونسي يحصل على امتياز عضويته في رابطة تونس لكرة القدم هو حمادي بنديف، حارس المرمى السابق لنادي راسينغ كلوب حينها. كان جزءًا من لجنة 1923–24 المكونة من برنارد سيبوت (رئيس)، جورج روش، أدولف بيليش، أرماند راي، لويس نيكولاس (نائب الرئيس)، ماريوس جراست (أمين الصندوق)، فيكتور سوريا (أمين الصندوق المساعد)، فنسنت فيلا وحمادي بنديف (عضوان). منذ عام 1928 مازال عضو تونسي حاضرا في لجنة التسيير: رضا كمون (أمين عام الترجي الرياضي التونسي) في 1928–29، حسن القروي (أمين صندوق النادي الإفريقي من 1929 إلى 1931، جمال الدين بوسنينة في 1931–32، الشاذلي زويتن في 1932–33. بعد الحرب العالمية الثانية، تم اعتماد مبدأ التكافؤ التونسي الفرنسي، وكذلك التناوب على الرئاسة. التونسيون الخمسة المنتخبون هم بشكل عام الشاذلي زويتن، عبد المالك بن عاشور، سالومون بارينتي، حميدة هنتاتي، بلحسن الشاذلي وعبد الحميد بلامين.
في موسم 1950–51، تتألف لجنة رابطة تونس لكرة القدم من عبد المالك بن عاشور (رئيس)، ألبرت فالنتين، الشاذلي زويتن وبيتري بادوي (نواب الرئيس)، سالومون بارينتي (الأمين العام)، مارك أورسوني (نائب الأمين العام)، حميدة هنتاتي (أمين الصندوق)، رينيه شرّاك (مساعد أمين الصندوق)، يوجين سيماما وبلحسن الشاذلي (أعضاء)، وجوزيف فارينا (سكرتير إداري). لموسم 1951–52، مع مراعاة قاعدة التجديد الجزئي، ترك فالنتين، هنتاتي، شاراك والشاذلي اللجنة بهدف إجراء انتخابات جديدة جرت في 24 يونيو 1951؛ أعيد انتخاب الثلاثة الأوائل فيما يفسح الشادلي الطريق لمحمد بوذينة. تم تغيير توزيع المهام في سياق تناوب الرئاسة بين تونسي وفرنسي: بيتري بادوي (رئيس)، عبد المالك بن عاشور والشاذلي زويتن (نواب الرئيس)، سالومون بارينتي (السكرتير العام)، مارك أورسوني (الأمين العام المساعد)، حميدة هنتاتي (أمين الصندوق)، ورينيه شاراك (أمين الصندوق المساعد)، يوجين سيماما، وألبرت فالنتين ومحمد بوذينة (أعضاء)، وجوزيف فارينا (سكرتير إداري).
من 1952 إلى 1954، تولى عبد المالك بن عاشور الرئاسة وأعيد انتخابه في مجلس 20 يونيو 1954 الذي أسفر عن اللجنة التالية: بن عاشور (رئيسًا)، بيتري بادوي، الشاذلي زويتن وألبرت فالنتين (نواب الرئيس)، مارك أورسوني (نائب الأمين العام)، حميدة هنتاتي (أمين الصندوق)، رينيه شرّاك (نائب أمين الصندوق)، يوجين سيماما، وعبد الحميد بلامين (أعضاء). وتم تجديد اللجنة نفسها بكاملها للموسم الماضي 1955–56. ويساعده لجان متخصصة برئاسة محمد الجويني (الكأس والبطولة)، وبوبكر سواعي (الحكام)، وجول بروح (إدارة صندوق الضمان المتبادل)، وموريس الزرقا (الانضباط)، وإدوارد سكاراموزا (الشباب)، ومحمد دغيم (الشركات)، مارك أورسوني (اللجنة الفنية)، سالومون بارينتي (منظمة) ومحمود بدير (اللوائح والمؤهلات).

## سجلات المسابقات

### البطولة
- 1922–21: راسينغ كلوب
- 1923–22: الملعب الغولي
- 1924–23: الملعب الغولي
- 1925–24: راسينغ كلوب
- 1926–25: نادي سبورتينغ تونس
- 1927–26: الملعب الغولي
- 1928–27: نادي سبورتينغ تونس
- 1929–28: نادي الطليعة
- 1930–29: الاتحاد الرياضي التونسي
- 1931–30: الاتحاد الرياضي التونسي
- 1932–31: نادي إيطاليا تونس
- 1933–32: الاتحاد الرياضي التونسي
- 1934–33: نادي سكك الحديد الصفاقسي
- 1935–34: نادي إيطاليا تونس
- 1936–35: نادي إيطاليا تونس
- 1937–36: نادي إيطاليا تونس
- 1938–37: سافوا حلق الوادي
- 1939–38: النادي الرياضي القابسي
- 1940–39: لا يوجد بطولة
- 1941–40: لا يوجد بطولة
- 1942–41: الترجي الرياضي التونسي
- 1943–42: لا يوجد بطولة
- 1944–34: لا يوجد بطولة
- 1945–44: النادي الرياضي البنزرتي
- 1946–45: النادي الرياضي البنزرتي
- 1947–46: النادي الأفريقي
- 1948–47: النادي الأفريقي
- 1949–48: النادي الرياضي البنزرتي
- 1950–49: النجم الرياضي الساحلي
- 1951–50: النادي الرياضي لحمام الأنف
- 1952–51: لا يوجد بطولة
- 1953–52: نادي سكك الحديد الصفاقسي
- 1954–53: النادي الرياضي لحمام الأنف
- 1955–54: النادي الرياضي لحمام الأنف
- 1956–55: النادي الرياضي لحمام الأنف
- 1957–56: الملعب التونسي

### الكأس
- 1922–23: نادي الطليعة
- 1923–24: راسينغ كلوب
- 1924–25: الملعب الغولي
- 1925–26: راسينغ كلوب
- 1926–27: الملعب الغولي
- 1927–28: لا يوجد مسابقة
- 1928–29: لا يوجد مسابقة
- 1929–30: الإتحاد الرياضي التونسي
- 1930–31: الإتحاد الرياضي التونسي
- 1931–32: راسينغ كلوب
- 1932–33: الإتحاد الرياضي التونسي
- 1933–34: الإتحاد الرياضي التونسي
- 1934–35: الإتحاد الرياضي التونسي
- 1935–36: نادي إيطاليا تونس
- 1936–37: الملعب الغولي
- 1937–38: نادي سبورتينغ تونس
- 1938–39: الترجي الرياضي التونسي
- 1939–40: لا يوجد مسابقة
- 1940–41: لا يوجد مسابقة
- 1941–42: النادي الرياضي فيريفيل
- 1942–43: لا يوجد مسابقة
- 1943–44: لا يوجد مسابقة
- 1944–45: أولمبيك تونس
- 1945–46: ب.آف.سي بنزرت
- 1946–47: النادي الرياضي لحمام الأنف
- 1947–48: النادي الرياضي لحمام الأنف
- 1948–49: النادي الرياضي لحمام الأنف
- 1949–50: النادي الرياضي لحمام الأنف
- 1950–51: النادي الرياضي لحمام الأنف
- 1951–52: لا يوجد مسابقة
- 1952–53: لا يوجد مسابقة
- 1953–54: النادي الرياضي لحمام الأنف
- 1954–55: النادي الرياضي لحمام الأنف